# Silverdollareukalyptus
Silverdollareukalyptus  (Eucalyptus polyanthemos) är en art i familjen myrtenväxter. Arten kommer ursprungligen från sydöstra Australien. I Sverige används grenar från unga plantor till snittgrönt.

## Synonymer
- Eucalyptus ovalifolia R.T.Baker
- Eucalyptus ovalifolia var. lanceolata R.T.Baker & H.G.Sm.